# Acanella gregori
Acanella gregori is een zachte koraalsoort uit de familie Isididae. De koraalsoort komt uit het geslacht Acanella. Acanella gregori werd in 1870 voor het eerst wetenschappelijk beschreven door Gray. 